# Льонівка
Льо́нівка (до 1960 року — Уварівка) — село в Україні, у Ємільчинській селищній територіальній громаді Звягельського району Житомирської області. Населення становить 104 особи (2001).

## Історія
У 1906 році — Уварівка, колонія Емільчинської волості Новоград-Волинського повіту Волинської губернії. Відстань від повітового міста 55 верст, від волості 13. Дворів 86, мешканців 489.
У 1924—54 роках — адміністративний центр колишньої Уварівської сільської ради Ємільчинського району.